# Diecéze Bluefields
Diecéze Bluefields se nachází v Nikaragui a byl založen dne 2. prosince 1913 papežem Piem X. Prvním biskupem se stal Mons. Agustín José Bernaus y Serra. K roku 2010 měla 20 knězů, 11 řeholních knězů, 555 000 věřících a 14 farností. Tento vikariát nepatří do žádné církevní provincie ale patří rovnou pod Svatý stolec.

## Apoštolští vikáři

1.Agustín José Bernaus y Serra, OFM Cap. (1913–1930)
2.Juan Solá y Farrell, OFM Cap. (1931–1942)
3.Matteo Aloisio Niedhammer y Yaeckle, OFM Cap. (1943–1970)
4.Salvador Albert Schlaefer Berg, OFM Cap. (1970–1993)
5.Pablo Ervin Schmitz Simon, OFM Cap. (1994–současnost)

## Pomocní biskupové

1.Pablo Ervin Schmitz Simon, OFM Cap. (1984–1994)
2.David Albin Zywiec Sidor, OFM Cap. (2002–současnost)